# Lavinia Miloșovici
Lavinia Miloșovici (en serbe : Lavinija Milošević/Лавинија Милошевић), née le 21 octobre 1976 à Lugoj en Roumanie, est une gymnaste artistique roumaine d'origine serbe.
Miloșovici, surnommée également « Milo » dans le monde de la gymnastique, est considérée comme l'une des meilleures gymnastes roumaines des années 1990 et elle a été l'une des gymnastes les plus titrées de cette décennie, gagnant au total 19 médailles mondiales ou olympiques en l'espace de six ans. Elle a remporté des médailles dans chaque concours individuel auquel elle a participé aux championnats du monde, championnats d'Europe et aux Jeux olympiques entre 1991 et 1996. Elle est la troisième gymnaste, après Larissa Latynina et Věra Čáslavská, à avoir remporté au moins un titre mondial ou olympique sur les quatre agrès individuels. Miloșovici a aussi été la dernière gymnaste à recevoir la marque de 10,00 dans une compétition olympique avant que le système de notation ne soit réformé.

## Biographie

### Enfance et débuts en gymnastique
Lavinia Corina Miloșovici est née en 1976 à Lugoj. Sa mère, Ildiko, était une joueuse de volley-ball alors que son père, Tănase, était membre de l'équipe nationale de lutte. Elle a commencé la gymnastique artistique à l'âge de six ans et est partie au centre national d'entraînement à Deva où elle excellait en sport,,.
La carrière de gymnaste de Miloșovici était presque compromise lorsqu'elle a contracté la scarlatine à l'âge de dix ans et à nouveau lors de la révolution roumaine en 1989, pendant laquelle le centre de Deva a été temporairement fermé. Toutefois, elle a continué à s'entraîner et, en 1990, représentait la Roumanie dans des rencontres internationales tels que l'American Cup ou le World Sports Fair,. Elle a également participé aux championnats d'Europe junior de 1991, y remportant deux médailles d'or. 

### Carrière senior
Miloșovici a fait ses débuts en senior en 1991, remportant le titre national du concours général individuel. Elle rejoignit l'équipe nationale roumaine aux championnats du monde de 1991 et contribua à la médaille de bronze remportée au concours par équipe. Elle gagnait son premier titre de championne du monde, au saut de cheval, et se classait troisième à la poutre.
Aux Jeux olympiques d'été de 1992, Miloșovici remportait quatre médailles, se classant troisième du concours général individuel, deuxième avec l'équipe de Roumanie, première à égalité avec la Hongroise Henrietta Ónodi au saut de cheval et remportant l'exercice au sol en réalisant la note parfaite de 10,00. Ce 10, en finale, était le second décerné lors de ces jeux et le dernier des Jeux olympiques,.
Après ces jeux, Miloșovici continua sa quête de médailles, menant l'équipe de Roumanie à deux titres par équipe en 1994 et 1995. Peu de temps avant les championnats du monde de 1994, ses coéquipières et elle ont organisé une grève de protestation pour le non-paiement des primes dues par leur fédération. En dépit du manque d'entraînement dû à cette grève, elles ont remporté le titre par équipes cette année-là,.
Miloșovici a également conduit l'équipe de Roumanie vers la médaille de bronze des Jeux olympiques d'été de 1996 malgré de nombreuses blessures qui laissèrent sur la touche plusieurs athlètes-clés, ce qui força l'équipe à concourir avec six athlètes au lieu de sept.
Pendant ces jeux, Milo a eu l'occasion d'améliorer sa troisième place du concours général individuel obtenue quatre ans plus tôt à Barcelone, tout comme sa rivale Shannon Miller, qui voulait faire mieux que sa deuxième place des précédents Jeux. Bien que Milo ait été largement désavantagée tout au long de la compétition, sa constance lui permit de profiter des erreurs de ses adversaires pour devenir la première gymnaste depuis Nadia Comăneci à obtenir une médaille au concours général individuel à deux olympiades consécutives.

### Retraite sportive
Miloșovici a annoncé sa retraite sportive en été 1997. Après s'être retirée, elle est retournée à Lugoj pour devenir entraîneuse et suivre des cours à l'Université des sports de Timișoara.
Miloșovici s'est mariée en 1999 avec un officier de police, Cosmin Vânatu, avec lequel elle a eu une fille, Denisa Florentina (mars 2004 - octobre 2008),. Denise Florentina était née prématurément après six mois de grossesse (1,1 kg). Depuis sa naissance, elle avait dû suivre de nombreux traitements médicaux. En 2006, elle avait subi une importante intervention chirurgicale dans une célèbre clinique de Pékin, dans l’espoir de lui voir recouvrer sa santé, notamment en ce qui concerne de graves lésions du système nerveux central. Malgré des pronostics favorables et de réels progrès, la petite Denise est décédée à l'âge de quatre ans.
En 2002, elle a, avec ses anciennes coéquipières Corina Ungureanu et Claudia Presăcan, suscité la controverse en posant pour des photos dénudées pour un photobook japonais et en effectuant des exercices seins nus pour des DVD japonais, Gold Bird et Euro Angels. Un certain nombre de ces photographies ont été publiées dans un magazine japonais et un DVD appelé 3 Gold Girls a été mis en vente en Allemagne en 2004. Comme les gymnastes portaient sur certaines photos des tenues officielles de la fédération roumaine, elles ont été suspendues pendant cinq ans,.

## Palmarès

### Jeux olympiques
- Barcelone 1992
  -  Médaille d'argent au concours par équipes
  -  Médaille de bronze au concours général individuel
  -  Médaille d'or au saut de cheval
  - 4e aux barres asymétriques
  -  Médaille d'or au sol
  - 8e à la poutre

- Atlanta 1996
  -  Médaille de bronze au concours par équipes
  -  Médaille de bronze au concours général individuel
  - 8e aux barres asymétriques

### Championnats du monde
- Indianapolis 1991
  -  Médaille de bronze au concours par équipes
  - 7e au concours général individuel
  -  Médaille d'or au saut de cheval
  -  Médaille de bronze à la poutre
  - 4e au sol

- Paris 1992
  - 4e au saut de cheval
  -  Médaille d'or aux barres asymétriques
  - 34e à la poutre
  - 8e au sol

- Birmingham 1993
  - 8e au concours général individuel
  -  Médaille d'argent au saut de cheval
  - 5e aux barres asymétriques
  -  Médaille d'or à la poutre
  - 5e au sol

- Brisbane 1994
  -  Médaille d'argent au concours général individuel
  -  Médaille de bronze au saut de cheval
  - 6e aux barres asymétriques
  - 5e à la poutre
  -  Médaille d'argent au sol

- Dortmund 1994
  -  Médaille d'or au concours par équipes

- Sabae 1995
  -  Médaille d'or au concours par équipes
  -  Médaille de bronze au concours général individuel
  - 5e aux barres asymétriques

- San Juan 1996
  - 10e aux barres asymétriques
  -  Médaille de bronze au sol

### Championnats d'Europe
- Stockholm 1994
  -  Médaille d'or au concours par équipes
  - 6e au concours général individuel
  -  Médaille d'or au saut de cheval
  - 7e aux barres asymétriques
  -  Médaille de bronze à la poutre
  -  Médaille d'argent au sol

- Birmingham 1996
  -  Médaille d'or au concours par équipes
  -  Médaille de bronze au concours général individuel
  - 4e aux barres asymétriques
  -  Médaille d'or au sol